# Äijönsaari
Äijönsaari är en ö i Finland. Den ligger i sjön Iso-Tarjanne och i kommunen Virdois i den ekonomiska regionen  Övre Birkalands ekonomiska region  och landskapet Birkaland, i den sydvästra delen av landet, 230 km norr om huvudstaden Helsingfors. Öns area är 2,9 hektar och dess största längd är 410 meter i nord-sydlig riktning.